# 394 TCN
394 TCN là một năm trong lịch La Mã.